# Annarumma
Annarumma è un cognome di lingua italiana.

## Varianti
Il cognome non presenta varianti.

## Origine e diffusione
Cognome tipicamente campano, è presente prevalentemente nel napoletano.
Potrebbe derivare dal nome composto Annadomenica, dai nomi Anna e Domenica, e quindi risultare variante dei cognomi Anna e Domenici; -rumma deriva dal regionalismo rummeneca, "domenica".